# Danuta Dąbrowska
Danuta Dąbrowska, née le 12 janvier 1927 (ou en 1925) à Berlin en Allemagne et morte le 17 avril 2015 en Israël, est une historienne spécialiste de la Shoah.

## Biographie

### Enfance
Danuta Dąbrowska naît le 12 janvier 1927 (ou en 1925) à Berlin de parents juifs polonais, Henryk Blidsztejn et Idalia Jurzdycka, qui ont émigré en Allemagne, où ils se sont rencontrés et mariés,.
Après l'accession au pouvoir d'Adolf Hitler en 1933, et un an après le divorce d'Henryk et Idalia, la famille, Danuta Dąbrowska, sa mère et sa tante retournent en Pologne et s'établissent dans le quartier de Żoliborz, à Varsovie, avant de rejoindre le ghetto de Varsovie, puis le ghetto de Falenica réputé plus accueillant. Elles le quittent cependant, par peur de faire l'objet d'un chantage de la police bleue après l'utilisation de faux papiers d'identité par Idalia, et retournent à Żoliborz. Elles y louent un appartement à une dentiste, qui met à la disposition d'Idalia, elle aussi dentiste, son cabinet. Cette dernière craint pour la sécurité de sa fille et la place dans un couvent, où elle demeure jusqu'au soulèvement du ghetto de Varsovie. Après quoi, elle est déportée avec les autres enfants du couvent en Allemagne pour y effectuer des travaux forcés jusqu'à la fin de la guerre, puis elle retourne en Pologne où elle retrouve sa mère et sa tante, qui ont survécu à la guerre,.

### Carrière académique
Danuta Dąbrowska est diplômée de l'Institut d'études romanes de l'université de Varsovie en philologie romane.
Elle travaille pour l'Institut historique juif, au sein duquel elle s'intéresse à l'histoire du ghetto de Łódź, sur lequel elle publie plusieurs articles dans le bulletin de l'institut. Avec l'historien Lucjanem Dobroszyckim, elle commence à publier la Chronique du ghetto de Łódź (Kroniką getta łódzkiego). Ce travail est cependant interrompu par les événements antisémites de Mars 1968. La chercheuse quitte alors la Pologne, avec sa fille adolescente, pour Israël. Elle travaille dès lors pour Yad Vashem, comme historienne et traductrice, et contribue notamment au volume de l'encyclopédie Pinkas haKehilot (en) consacré à Łódź et sa région.

### Mort
Danuta Dąbrowska meurt en Israël le 17 avril 2015.